# Aonyx capensis
La nutria del Cabo o nutria de mejillas blancas (Aonyx capensis) es una especie de mamífero carnívoro de la familia Mustelidae, una de las dos pertenecientes al género Aonix. Es nativo del África subsahariana.

## Descripción
Tienen piel gruesa y suave con el vientre casi sedoso. De color castaño, que caracterizan por las manchas blancas en la cara que se extienden hacia abajo, hacia la garganta y el pecho. Las patas palmeadas parcialmente poseen cinco dedos,. No tienen garras en las patas delanteras y solamente poseen uñas en los dígitos 2, 3 y 4 de las patas traseras. Su gran cráneo es ancho y plano, con órbitas relativamente pequeña. Los molares son grandes y planos, para triturar más fácilmente las presas.
Los adultos tienen una longitud incluyendo la cola (que supone un tercio de la misma) de 113–163 cm y su peso varía entre 10–36 kg, aunque el peso medio se encuentre entre 12 y 21 kg. A pesar de pertenecer al mismo género que la Nutria asiática de uñas pequeñas, la especie africana suele ser el doble de grande.
Usan la cola para la impulsarse a través del agua. También para mantener el equilibrio al caminar o sentarse en posición erguida.

## Hábitat
Se pueden encontrar desde las planicies costeras y las regiones semiáridas hasta los densos bosques húmedos. Viven en zonas aledañas a los depósitos permanentes de agua, generalmente rodeados de algún tipo de follaje, que proporciona refugio, sombra y grandes oportunidades de rodadura. Lentas en tierra, construyen madrigueras en los bancos cerca del agua, lo que permite fácil acceso a los alimentos y un escape rápido de los depredadores. En el área de False Bay de la Península de El Cabo han sido observadas a lo largo de las playas. En zonas muy pobladas tienen hábitos nocturnos.

## Reproducción
El apareamiento tiene lugar en períodos cortos durante la temporada de lluvias en diciembre. Después, tanto machos como hembras toman caminos separados y vuelven a su vida solitaria habitual. Las hembras dan a luz a camadas de 2 a 5 crías al principio de la primavera. Las crías son cuidadas únicamente por las hembras. La gestación dura unos 2 meses (63 días). El destete se produce entre los 45 y 60 días. Alcanzan la madurez con aproximadamente un año de edad.

## Dieta
Se alimentan principalmente con animales acuáticos, como cangrejos, peces, ranas y gusanos. Se sumergen para atrapar la presa, y luego nadan hasta la orilla. Sus manos son útiles para buscar y como excelentes herramientas para excavar en el fondo fangoso de los estanques y ríos, para recoger rocas y mirar debajo de los troncos. Usan sus vibrisas como sensores en el agua para registrar los movimientos de la presa potencial.

## Comportamiento
Son extremadamente territoriales. Cada una tiene su territorio, que generalmente defiende exclusivamente para sí misma, excepto en la época de apareamiento. Los territorios son marcados con un par de glándulas anales que segregan un olor particular. Los machos permanecen solitarios y las hembras con sus crías, a veces en grupos hasta de 5 individuos.